# Mustapha Khalif
Mustapha Khalif (Casablanca, 10 de outubro de 1964) é um futebolista de marroquino.

## Clubes
- 1992-2000 : Raja Casablanca  Marrocos
- 2000-2001 : Emirates Club  Emirados Árabes Unidos